# Klička (diakritika)

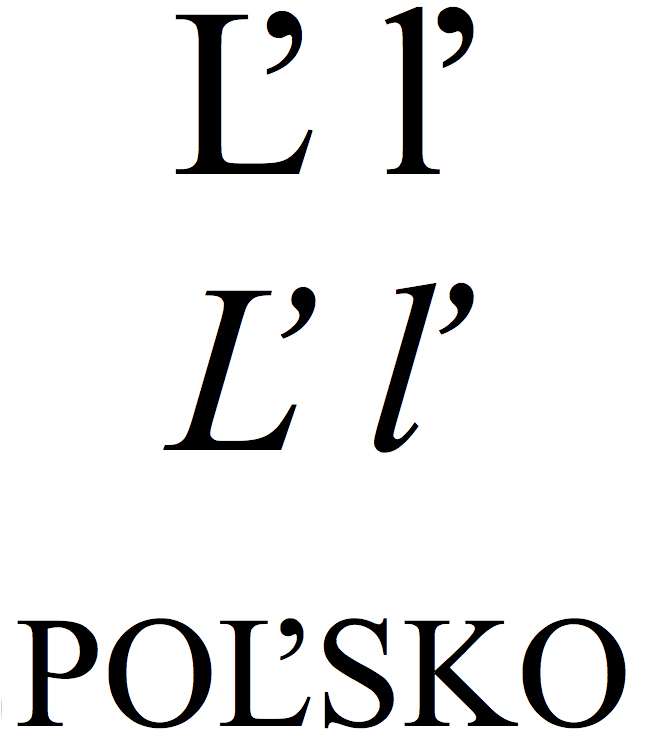
Provedení malého háčku u slovenských písmen ľ a Ľ

Klička (též malý háček) je diakritické znaménko, které se používá ve funkci háčku v tiskacím písmu u písmen s horním dotahem, tedy v českých a slovenských malých písmenech ď, ť a slovenských písmenech ľ a Ľ, a to z důvodu úspory místa. Vypadá podobně jako těsně přisazený apostrof, ale měl by být spíše součástí znaku a spíše jemnější a užší než apostrof. Použití háčku v základní podobě zobáčku (dˇ, tˇ) je u těchto písmen z hlediska typografie nesprávné, ale v textech psaných na psacím stroji bývalo běžné. Ottův slovník naučný slovo klička používal pro běžný háček.

## Unicode
Z hlediska Unicode neexistuje samostatné diakritické znaménko klička, klička je jen jinou typografickou podobou háčku používanou u některých znaků češtiny a slovenštiny (a dekomponují se na standardní diakritické znaménko háček, U+030C).
| Základní znak | Velké      | Malé       |
| ------------- | ---------- | ---------- |
| D             |            | ď (U+010F) |
| T             |            | ť (U+0165) |
| L             | Ľ (U+013D) | ľ (U+013E) |